# Comité des représentants permanents (Union européenne)
Pour les articles homonymes, voir Comité des représentants permanents.
Le Comité des représentants permanents ou COREPER est un organisme de l'Union européenne (UE). Il prépare les travaux du Conseil de l'Union européenne. Il est composé des représentants permanents (« RP ») de chacun des États membres auprès de l'UE (ou leurs adjoints) et est présidé par l'ambassadeur (ou le RP adjoint) de l'État membre qui assure la présidence du Conseil. Il assure également le lien entre le Conseil des ministres et les autres institutions.

## Histoire
En 1953, le Conseil de la Communauté européenne du charbon et de l'acier décide de la création d'une commission de coordination ou COCOR. Cet organe, non prévu par le traité CECA, est composé de deux hauts fonctionnaires par État membre. Il a pour fonction de préparer le travail du Conseil.
Cette innovation est formalisée dans les traités de Rome de 1957 : l'article 151 du traité CEE dispose en effet que  le règlement intérieur du Conseil « peut prévoir la constitution d'un comité formé de représentants des États membres. Le Conseil détermine la mission et la compétence de ce comité. » (l'article 121 du traité EURATOM est rédigé dans des termes identiques).
Une fois institué, début 1958, les membres de ce comité se voient attribuer les droits et prérogatives d'ambassadeurs. Ils s'établissent de façon permanente à Bruxelles.
Dans sa version pré-Lisbonne, le traité instituant la Communauté européenne disposait, à l'article désormais numéroté 207, paragraphe 1, qu'« un comité composé des représentants permanents des États membres a pour tâche de préparer les travaux du Conseil et d'exécuter les mandats qui lui sont confiés par celui-ci. Le comité peut adopter des décisions de procédure dans les cas prévus par le règlement intérieur du Conseil. » La première phrase a été introduite dans cette rédaction par le traité de Maastricht, la seconde ajoutée par le traité d'Amsterdam . Dans la version consolidée du Traité sur le Fonctionnement de l'Union Européenne du 7 juin 2016, le rôle du COREPER est défini à l'article 240, paragraphe 1.

## Rôle, composition et fonctionnement
Le COREPER prépare le travail du Conseil. Il exerce un rôle d'aiguillage, voire de clearing house pour son compte.  En particulier, il discute et s'efforce de finaliser les textes, de nature politique, législative ou réglementaire, soumis à l'adoption du Conseil. Un texte déjà adopté en COREPER est placé pour adoption formelle, normalement sans débat, en tête de l'agenda du Conseil (« points A »). Les textes devant faire l'objet d'une discussion, d'un travail supplémentaire, voire d'un vote du Conseil, sont pour leur part inscrits comme « points B » du Conseil.
Le COREPER comprend deux formations : 
- le COREPER I, qui se réunit au niveau des représentants permanents adjoints,
- le COREPER II, qui rassemble les ambassadeurs, représentants permanents.

Il existe donc deux filières de préparations des décisions du Conseil. 

### Pour les questions techniques
Ces questions sont traitées au COREPER I. Il s'agit des questions traitées par le Conseil dans les formations compétentes pour : 
- l'emploi, la politique sociale, la santé et la protection des consommateurs,
- la compétitivité (marché intérieur, industrie, recherche et tourisme),
- les transports, les télécommunications et l'énergie,
- l'agriculture et la pêche,
- l'environnement,
- l'éducation, la jeunesse et la culture (y compris l'audiovisuel).

Les travaux du COREPER I sont préparés : 
- par des groupes techniques, chargés d'une dimension exploratoire : « groupe à haut niveau agriculture », « groupe compétitivité et croissance », « groupes questions sociales ».
- par des comités chargés de rédiger les textes et de débroussailler le débat : CSA (comité spécial sur l'agriculture, par ailleurs seul saisi des questions phytosanitaires ou non-vétérinaire, à l'exclusion du COREPER I[7]), comité sur l'emploi, comité sur la protection sociale, comité sur la recherche scientifique et technique, comité de l'éducation, comité des affaires culturelles.
- par le groupe Mertens, qui établit en particulier son agenda[8].

### Pour les questions politiquement sensibles
Le COREPER II est compétent. Il est d'ailleurs saisi, au moins formellement, des questions discutées en COREPER I. Le COREPER II prépare en propre les travaux du Conseil dans ses formations : 
- affaires générales et relations extérieures (CAG-Relex ou CAGRE), y compris dans leurs dimensions PESC, PESD, et coopération au développement;
- affaires économiques et financières, y compris le budget de l'UE;
- justice et affaires intérieures (JAI), dont la protection civile.

Les travaux du COREPER II sont préparés :
- par des groupes techniques : groupes Affaires générales, groupe des conseillers RELEX, groupe questions financières.
- par des comités de hauts fonctionnaires des 28, discutant les textes : comité économique et financier (CEF), comité de politique économique, comité budgétaire, comité de l'article 36 (ou CATS, compétent pour les questions de coopération judiciaire et policière), comité politique et de sécurité, comité militaire, comité de l'article 133 (questions commerciales), et comité stratégique sur l'immigration, les frontières et l'asile.
- par le Groupe Antici, qui établit son agenda[8].